# Герб Новопсковського району
Герб Новопско́вського райо́ну — офіційний символ Новопсковського району Луганської області.

## Опис
Герб району являє собою геральдичний щит французької форми, розділений по горизонталі хвилястою лінією на два рівні поля блакитного та жовтого кольорів.
У верхньому жовтому полі розміщено зображення горизонтально лежачої козацької шаблі лезом догори. У нижній блакитній частині зображено трьох золотих бджіл.
В центрі щита розміщено малий щит із зображенням малого герба району, за основу якого взято герб Острогозького полку. Основним елементом малого герба є сніп достатку, що лежить на зеленому тлі. Під щитом знаходиться глек, з якого ллється вода.
Основний щит обрамлений з лівого і правого боків двома колосками пшениці, що обвиті жовто-блакитною стрічкою. До цього вінку зліва вплетені три квітки півонії вузьколистої, справа — гроно ягід калини.

## Символіка
- Блакитний колір — втілення краси, величі та ясності.
- Зелений колір — символ надії, добробуту, свободи й родючості.
- Жовтий (золотий) колір символізує силу, багатство і чистоту.
- Сніп достатку — символ людської праці.
- Шабля втілює зв'язок з історією краю.
- Хвиляста стрічка вказує на річку Айдар, що тече районом.
- Квітки півонії, ягоди калини та жовто-блакитна стрічка вказують на територіальну приналежність району до України.
- Бджоли вказують на працелюбність жителів району.
- Глек з водою вказує на джерела мінеральних вод у районі.